# 諭鶴羽山地
諭鶴羽山地（ゆづるはさんち）は、兵庫県の淡路島南部を北東から南西に連なる山地。最高峰は諭鶴羽山（ゆづるはさん、607.9m）。一部が瀬戸内海国立公園に属している。

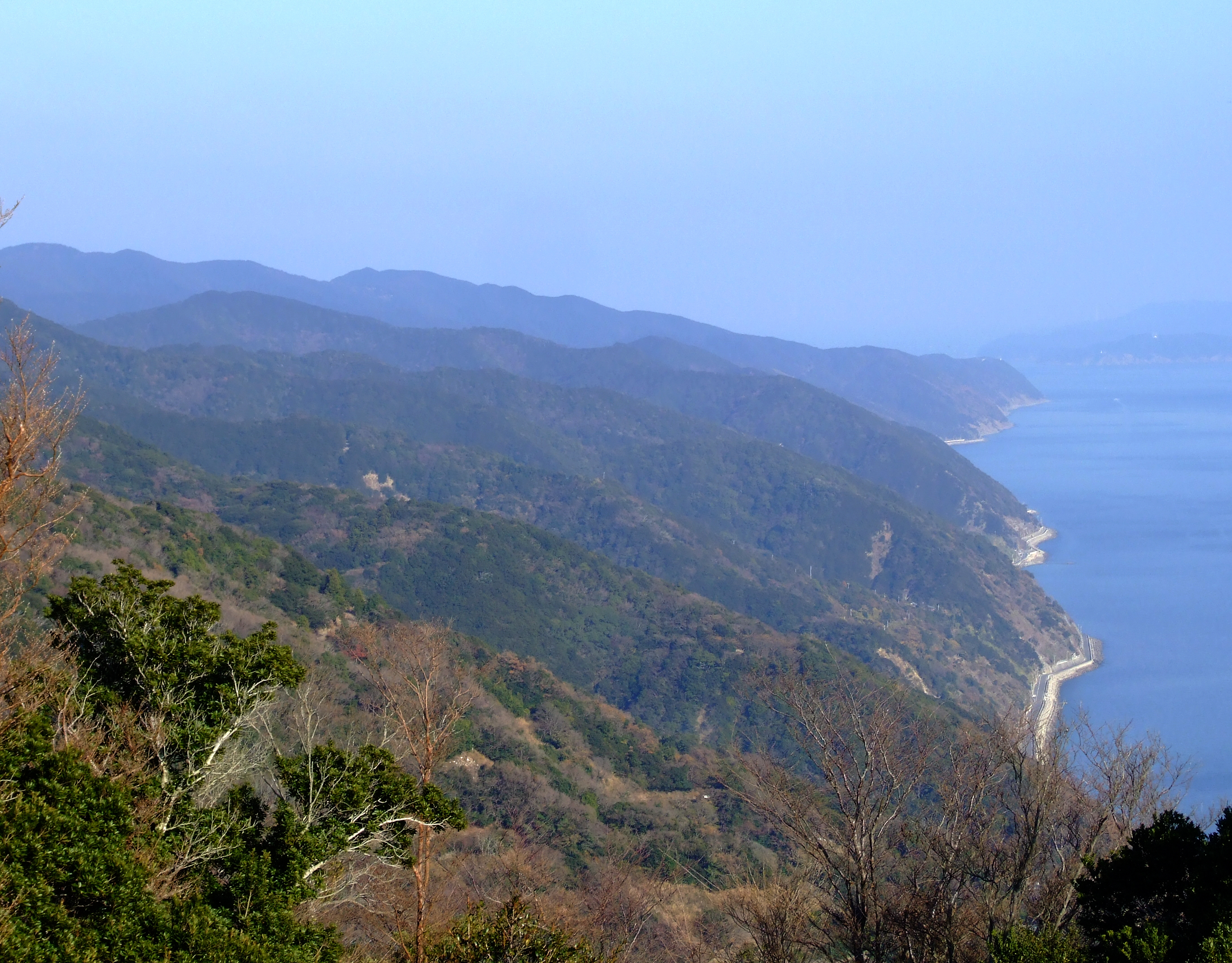
諭鶴羽山地の紀伊水道側

## 概要
諭鶴羽山地は、紀伊水道を通る中央構造線の北側に沿って、北東から南西にかけて高さ500～600m、長さ約23km、幅7kmにわたる地塁山地である。
砂岩・礫岩・頁岩などの累層でできた白亜紀の和泉層群で成り立っていて、地質構造上からは和泉山脈から讃岐山脈へ連なる長い山脈の一部である。
山地の南側はこの断層崖をなしており、急斜面で海岸線まで落ち込んでいる。特に油谷断層がある諭鶴羽山の南斜面では、地滑り対策が必要な急斜面になっている。対する北側は三原平野、洲本平野南辺の諭鶴羽北麓台地へ向かって緩い丘陵状の起伏が続いている。
瀬戸内海式気候に含まれる山地は温暖で冬季に雨が少なく、この山地を水源に西流する本庄川、北西へ流れる三原川、北東へ流れる洲本川には多数の灌漑・治水用ダムが設置されている。
一部にスギ・ヒノキの人工林があるもののほとんどが照葉樹林で、シキミの栽培・採取が行われる他は林業生産額は低い。
またニホンジカ、イノシシ、ニホンザル、タヌキなどが生息しており、
このうちシカによる食害が問題になっている。
この山地を縦断するように指定された兵庫県道481号相川下清水線・兵庫県道534号畑田組栄町線・兵庫県道535号灘市線はいずれも山地内で全通しておらず、通り抜けはできない（535号に限り徒歩であれば通り抜け可能で、車両も上田林道に迂回・経由することによって通り抜け可能）。

## 主な山

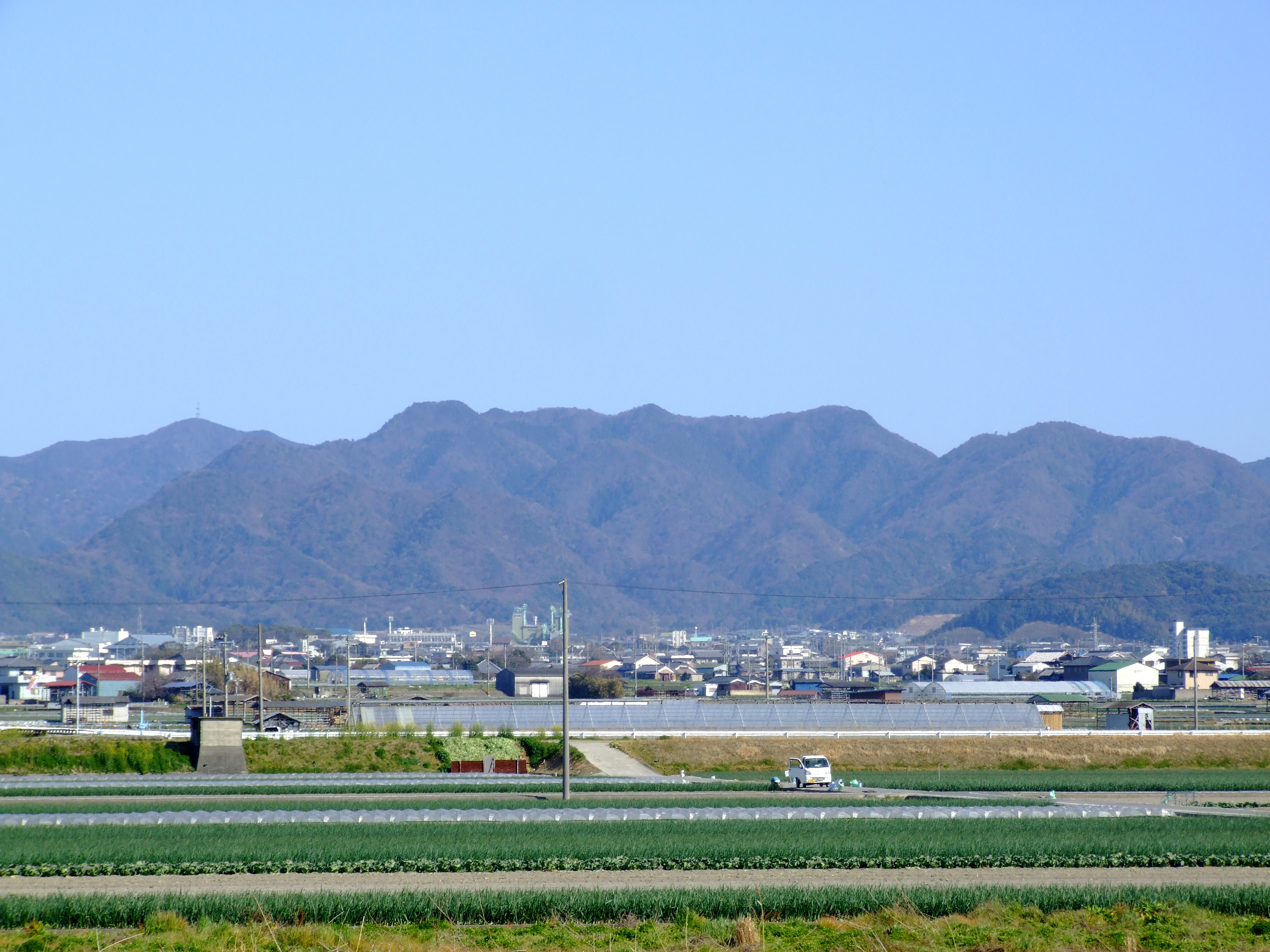
兜布丸山（525.1m）

山を東側より記す。座標は最高点に位置する三角点の座標。三角点の等級は本来漢数字であるが、再配列可能な表のためアラビア数字で表記している。
| 名称     | 読み方       | 標高   | 三角点 | 位置                                                                                  |
| -------- | ------------ | ------ | ------ | ------------------------------------------------------------------------------------- |
| 三坂山   |              | 302.7m | 3等    | 北緯34度18分38.7561秒 東経134度54分04.0425秒 / 北緯34.310765583度 東経134.901122917度 |
| 柏原山   | かしわらやま | 568.9m | 2等    | 北緯34度17分01.6479秒 東経134度53分48.5366秒 / 北緯34.283791083度 東経134.896815722度 |
| 兜布丸山 | かぶとやま   | 525.1m | 3等    | 北緯34度16分38.8762秒 東経134度50分14.1676秒 / 北緯34.277465611度 東経134.837268778度 |
| 油谷山   |              | 302.7m | 4等    | 北緯34度17分23.8051秒 東経134度49分05.0243秒 / 北緯34.289945861度 東経134.818062306度 |
| 諭鶴羽山 | ゆづるはさん | 607.9m | 1等    | 北緯34度14分05.5124秒 東経134度48分51.0784秒 / 北緯34.234864556度 東経134.814188444度 |
| 山本山   |              | 492.5m | 4等    | 北緯34度13分27.8663秒 東経134度48分09.7903秒 / 北緯34.224407306度 東経134.802719528度 |
| 雨乞山   |              | 271.9m | 4等    | 北緯34度12分57.1682秒 東経134度45分43.8232秒 / 北緯34.215880056度 東経134.762173111度 |

## 食害
山地南西部と北東部でシカとイノシシの生息密度が高く、イノシシは減少傾向にあるものの、シカは洲本市の2005年度の推定個体数が1,600～2,900頭、南あわじ市の2005年度の推定個体数が2,300頭
と非常に多くなっている。農作物への食害や樹皮を剥がれて樹木が枯れ死するなど保安林の維持などにおいても問題になっているため、餌付けの防止や防護柵の設置、洲本市で年間150頭、南あわじ市で年間400頭の捕獲など、適正な個体数の維持に努力が続けられている。
また山地南部の山麓耕作地（畑・果樹園）では営農者の高齢化とともに耕作放棄の大きな要因になっている（2007年調査）。
ちなみにこれら吸血対象となる大型哺乳類の増加に合わせてヤマビルの出没も増えており、特に兜布丸山から柏原山の北面で出没頻度が高くなっている。